# Рах на Хохгебиргу
Рах на Хохгебиргу општина је у округу Нојенкихен у Аустрији, држава Доња Аустрија у источном делу земље, на 50 км јужно од главног града Беча. На попису становништва 2011. године, општина Вирфлах је имала 277 становника.

## Географија
Рах на Хохгебиргу се налази у индустријској четврти у Доњој Аустрији. Општина се налази између планинског превоја Земмеринг и регије Буцлклиге Велт.
Територија општине покрива површину од 13,25 km² од чега је 70,37% површине шумовито.

## Клима
Подручје Вирфлаха је део хемибореалне климатске зоне. Просечна годишња температу је 8 °C (46 °F) Најтоплији месец је јул, кад је просечна температура 20 °C (68 °F), а најхладнији је јануар са −4 °C (25 °F). Просечна годишња сума падавине је 1074 мм. Највлажнији месец је јул, са просеком од 144 мм падавина, а најсушнији је децембар са 40 мм.

## Насеља
У општини Рах на Хохебиргу спадају следећа четири насеља (према статистичким подацима о броју становника из јануара 2017. године):
- Рах на Хохгебиргу (156)
- Шлагл (66)
- Сонлајтнер (67)
- Вартенштејн (9)

Општина је подељена на две катастарске општине Рах, Сонлајтер и Вартенштајн.

## Историја
У далекој прошлости ова област је била део римске провинције Норик. Рах се први пут помиње у документу из 1130. године.
Дана 1. јануара 1971. године општине Рах на Хохгебиргу и Тратенбах су инкорпориране у опшитну Отертал. Одлуком уставног суда Аустрије 1. јануара 1985. године ове две општине су поново постале независне.

## Религија
Према подацима са пописа из 2001. године 91,8% становништва су били римокатолици, 3,3% евангелисти и 0,3% муслимани. 4,6% становништва се изјаснило да нема никакву верску припадност.

## Политика
Након локалних избора у Доњој Аустрији 2015. године 13 места у општинском већу подељено је на следећи начин: АНП 10 места и СДПА 3 места.
Градоначелник
- од 2010. године градоначелник је Руперт Доминик, члан АНП

## Култура и знаменитости
- Католичка црква св. Агидиус
- Замак Вартенштејн

Догађаји
- У семинарском центру Рах се сваке године одржава аустријска математичка олимпијада.
- Током божиног тржишта црквени хор Раха пева у локалној цркви.